# Десет заповести (филм из 1956)
Десет заповести (енгл. The Ten Commandments) је америчка епска религијска филмска драма из 1956. године, чији је режисер, продуцент и наратор Сесил Б. Демил, док је филм дистрибуирао Парамаунт пикчерс. Заснован је на романима Принц Египта од Дороти Кларк Вилсон, Стуб ватре Џ. Х. Инграма, На орловим крилима А. Е. Саутона и Књизи изласка. Филм драматизује библијску причу о животу Мојсија, усвојеног египатског принца, који постаје избавитељ свог истинског народа, поробљених Хебреја, након чега их води у егзодус до Синајске горе, где од Бога добија Десет заповести. У главној улози је Чарлтон Хестон, док су у осталим улогама Јул Бринер као Рамзес, Ен Бакстер као Нефретири, Едвард Џи Робинсон као Дејтан, Ивон Де Карло као Сефора, Дебра Паџет као Лилија, Џон Дерек као Јошуа, Сер Седрик Хардвик као Сети, Нина Фош као Битија, Марта Скот као Јошабел, Џудит Андерсон као Мемнет и Винсент Прајс као Бака.
Сниман у Египту, Синајској гори и Синајском полуострву, филм је био последње и најуспешније Демилово остварење. Делимичан је римејк истоименог немог филма из 1923. године и укључује један од највећих сетова икада креираних за филм. Објављен је у биоскопима широм Сједињених Држава 8. новембра 1956. године и у то време је био најскупљи филм икада снимљен. 
Филм је био номинован за седам Оскара, укључујући онај за најбољи филм, а освојио је онај за најбоље визуелне ефекте. Демил је освојио награду круга филмских критичара за најбољи филм на страном језику. Чарлтон Хестон је био номинован за награду Златни глобус за најбољег главног глумца (драма), за своју улогу Мојсија. Јул Бринер је освојио награду Националног одбора критичара за најбољег глумца за своју улогу Рамзеса, уз своје улоге у филмовима Анастасија и Краљ и ја. У време изласка био је један од најуспешнијих филмова икада, зарадивши 122,7 милиона долара (еквивалентно 1,15 милијарди долара у 2019), био је најуспешнији филм из 1956. године и други најуспешнији филм те деценије. 
Конгресна библиотека је 1999. године изабрала филм за очување у Националном регистру филмова, као „културно, историјски и естетски значајан”. У јуну 2008. године, Амерички филмски институт је објавио своју „10 топ 10” листу—најбољих десет филмова у десет америчких жанрова—након анкете на којој је учествовало преко 1.500 људи из креативне заједнице и на тој листи, филм се нашао на десетој позицији најбољих филмова из епског жанра.

## Радња
Након што је чуо пророчанство о избавитељу својих робова, египатски фараон Рамзес I наређује смрт све новорођене мушке хебрејске деце. Јошабел спасава свог новорођеног сина, смештајући га у корпу и пуштајући га низ реку Нил. Битија, ћерка фараона Рамзеса која је скоро постала удовица (и сестра будућег фараона Сетија), проналази корпу и одлучује да усвоји дечака, иако њена слушкиња Мемнет препознаје да је дете Хебреј. Битија даје име детету Мојсије.
Принц Мојсије одраста у успешног генерала, доноси победу у рату са Етиопијом и успоставља савез са овом државом. Мојсије и принцеза Нефретири се заљубљују, али она мора да се уда за следећег фараона. Док ради на изградњи града за јубилеј фараона Сетија I, Мојсије упознаје каменоресца Јошуу, који му прича о хебрејском Богу. Мојсије спашава старицу која је умало била прегажена, не знајући да је она заправо његова биолошка мајка Јошабел, након чега он приговара надзорнику градње Баки. 
Мојсије уводи реформе у поступању са робовима, али принц Рамзес, Мојсијев присвојени брат, оптужује га да планира побуну. Мојсије говори да своје раднике чини продуктивнијима, због чега се Рамзес запита да ли је Мојсије човек кога Хебреји називају Избавитељ.
Нефретири сазнаје од Мемнет да је Мојсије син хебрејских робова. Она убија Мемнет, али открива истину Мојсију тек након што он пронађе парче Левите тканине, у коју је он био умотан као беба и коју је Мемнет задржала. Мојсије прати Битију до Јошабелине куће, у којој он упознаје своју биолошку мајку, брата Арона и сестру Мирјам.
Мојсије сазнаје више о робовима, радећи са њима. Нефретири га наговара да се врати у палату, говорећи му да може да помогне свом народу када постане фараон, а он се слаже након што испуни и последњи задатак. Мојсије спасава Јошуу пре него што је Бака хтео да га убије и говори Јошуи да је и он Хебреј. Ово признање је чуо и надгледник Дејтан, који о овоме обавештава Рамзеса. Након што га хватају стражари, Мојсије објашњава да он није Избавитељ, али да би ослободио робове ако би био у могућности. Након што је Сети прогласио Рамзеса својим јединим наследником, Рамзес протера Мојсија у пустињу. Том приликом, Мојсије сазнаје за смрт своје мајке.
Мојсије успева да се пробије кроз пустињу и проналази бунар у Мидијану. Након што је одбранио седам сестара од Амалека, Мојсија у кућу прима њихов отац Јотор, бедуински шеик, који служи Аврамовом Богу. Мојсије се жени Јоторовом најстаријом ћерком, Сефором. Касније, он проналази Јошуу, који је побегао од тешког рада. Док се бавио земљорадњом, Мојсије је угледао пламтећи грм на врху Синајске горе и чуо је Божији глас. Након тога, Мојсије одлучује да се врати у Египат и ослободи робове.
Мојсије долази пред Рамзеса, који је сада фараон, како би ослободио робове, претварајући свој штап у кобру. Јанес изводи исти трик са својим штапом, али Мојсијева змија прождире његове. Рамзес забрањује да се Хебрејима добавља слама од које они праве свије цигле. Нефретири спасава Мојсија од каменовања до смрти од стране Хебреја, након чега он открива да је ожењен.
Египат погађају куге. Мојсије претвара воду реке Нил у крв на фестивалу посвећеном египатском богу Хнуму и доноси горећи град изнад фараонове палате. Мојсије га упозорава да ће следећу кугу која ће погодити Египат, призвати фараон лично. Разјарен због куге, фараон наређује смрт свих прворођених Хебреја, али облак смрти уместо тога убија све прворођене Египћане, укључујући Рамзесовог и Нефретириног сина. Бесан, фараон протерује све Хебреје, који почињу свој егзодус из Египта.
Након подсмехивања од стране Нефретири, Рамзес окупља своју војску и гони Хебреје до Црвеног мора. Мојсије користи Божију помоћ у заустављању Египћана, користећи стуб ватре и раздвајајући Црвено море. Након што су га Хебреји безбедно прешли, Мојсије пушта водене зидове, утапајући египатску војску. Поражени Рамзес се враћа Нефретири празних руку, наводећи како сада признаје Мојсијевог Бога као јединог. 
Мојсије се поново успиње на планину са Јошуом. Тамо од Бога добија Десет заповести записаних на двема каменим таблама. У међувремену, нестрпљиви Дејтан наговара невољног Арона да направе идол златног телета. Већина Хебреја прави дивље и декадентне оргије.
Након што је Бог обавестио Мојсија о оргијама, Мојсије се спушта са планине и поново се среће са Јошуом. Огорченом овим призором декаденције, он баца своје табле на златно теле, које експлодира, убијајући оне коју су згрешили, а остале осуђује да 40 година лутају дивљином.
Четрдесет година касније, остарели Мојсије предводи Хебреје према Ханану. Међутим, он не може да уђе у Обећану земљу због раније поменуте непослушности према Господу. Уместо тога, он именује Јошуу као вођу и опрашта се од Хебреја на планини Небо.

## Улоге
| Глумац             | Улога                                      |
| ------------------ | ------------------------------------------ |
| Чарлтон Хестон     | Мојсије                                    |
| Јул Бринер         | фараон Рамзес II                           |
| Ен Бакстер         | Нефретири                                  |
| Едвард Џи Робинсон | Дејтан                                     |
| Ивон Де Карло      | Сефора                                     |
| Дебра Паџет        | Лилија                                     |
| Џон Дерек          | Јошуа                                      |
| Сер Седрик Хардвик | фараон Сети I                              |
| Нина Фош           | Битија                                     |
| Марта Скот         | Јошабел                                    |
| Џудит Андерсон     | Мемнет                                     |
| Винсент Прајс      | Бака                                       |
| Џон Карадин        | Арон                                       |
| Даглас Дамбрил     | Јанес                                      |
| Олива Диринг       | Мирјам                                     |
| Мајк Конорс        | Аналекајт Хердер (потписан као Тач Конорс) |